# Morphna clypeata
Morphna clypeata är en kackerlacksart som beskrevs av Anisyutkin och Andrej Vasiljevitj Gorochov 200. Morphna clypeata ingår i släktet Morphna och familjen jättekackerlackor.
Artens utbredningsområde är Vietnam. Inga underarter finns listade i Catalogue of Life.